# Ursula Kuczynski
Ursula Kuczynski (Berlin, 1907. május 15. – Berlin, 2000. július 7.) német színész, író, ügynök és újságíró.